# Symplectromyces vulgaris
Symplectromyces vulgaris (Thaxt.) Thaxt.  – gatunek grzybów z rzędu owadorostowców (Laboulbeniales). Grzyby mikroskopijne, pasożyty owadów (grzyby entomopatogeniczne).

## Systematyka
Pozycja w klasyfikacji według Index Fungorum: Symplectromyces, Laboulbeniaceae, Laboulbeniales, Laboulbeniomycetidae, Laboulbeniomycetes, Pezizomycotina, Ascomycota, Fungi.
Gatunek ten opisał w 1900 r. Roland Thaxter r. nadając mu nazwę Teratomyces vulgaris. W 1908 r. ten sam autor przeniósł go do rodzaju Symplectromyces. 

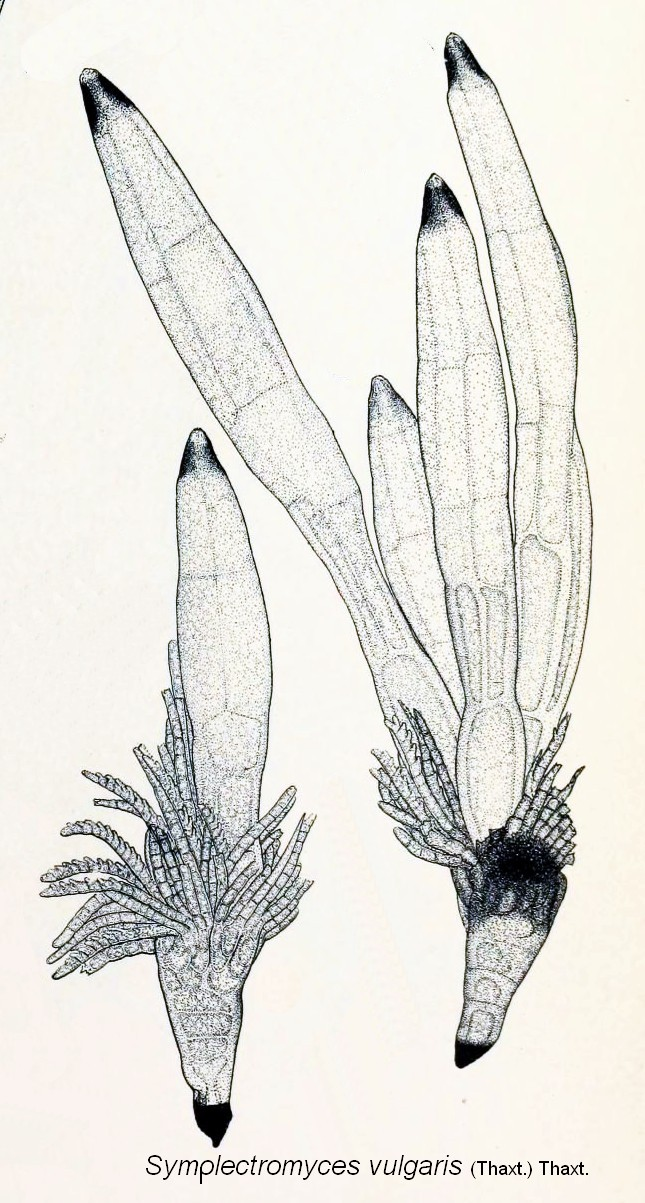
Dwie plechy Symplectomyces vulgaris

## Charakterystyka
Jest pasożytem zewnętrznym. W Polsce Tomasz Majewski opisał jego występowanie na 16 gatunkach chrząszczy z rodzaju marga (Quedius) z rodziny kusakowatych (Staphylinidae).